# 米拉多鲁
米拉多鲁是巴西米纳斯吉拉斯州的一个市镇。总面积301.548平方公里，总人口10197人，人口密度33.8人/平方公里。